# هنري دو باييه لاتور
هنري دو باييه لاتور (بالفرنسية: Henri de Baillet-Latour)‏ هو أرستقراطي بلجيكي عاش بين سنتي 1876-1942؛ وكان الرئيس الثالث للجنة الأولمبية الدولية الذي ترأسها بين سنتي 1925–1942، إذ استلم الرئاسة من البارون بيير دي كوبرتان في سنة 1925.